# اچ‌ام‌اس سی‌هورس (۹۸اس)
اچ‌ام‌اس سی‌هورس (۹۸اس) (به انگلیسی: HMS Seahorse (98S)) یک زیردریایی بود که طول آن ۲۰۲ فوت ۶ اینچ (۶۱٫۷ متر) بود. این زیردریایی در سال ۱۹۳۲ ساخته شد.